# تاجر متنقل (من الأفضل الاتصال بسول)
«تاجر متنقل» (بالإنجليزية: Bagman)‏ هي الحلقة الثامنة للموسم الخامس من مسلسل إيه إم سي التلفزيوني الدرامي من الأفضل الاتصال بسول، المسلسل يُعتبر بادئة من مسلسل اختلال ضال. تم بث الحلقة في 6 أبريل 2020 على قناة إيه إم سي بالولايات المتحدة. خارج الولايات المتحدة، تم عرض الحلقة لأول مرة على خدمة البث نتفليكس في عدة بلدان.

## الاستقبال

### نسبة المشاهدة
في البث الأولي، تمت مشاهدة الحلقة من قبل 1.42 مليون مشاهد في الولايات المتحدة، حيث احتلت المرتبة 29 من بين البرامج التلفزيونية الأمريكية الأصلية الأخرى التي تم بثها في نفس اليوم، وحصلت على تصنيف 0.32 من شركة تصنيفات نيلسن.

## وصلات خارجية
- «تاجر متنقل»
 على إيه إم سي (بالإنجليزية)
- «تاجر متنقل» على قاعدة بيانات الأفلام على الإنترنت (بالإنجليزية)